# Nowy cmentarz żydowski w Jabłonce Kościelnej
Nowy cmentarz żydowski w Jabłonce Kościelnej – kirkut służący niegdyś żydowskiej społeczności Jabłonki Kościelnej. Nie wiadomo dokładnie kiedy powstał. Został zniszczony podczas wojny i nie zachowały się z niego żadne macewy. Obecnie w tym miejscu przy ul. Strażackiej znajduje się remiza straży pożarnej.